# Phyllanthus niruroides
Phyllanthus niruroides är en emblikaväxtart som beskrevs av Johannes Müller Argoviensis. Phyllanthus niruroides ingår i släktet Phyllanthus och familjen emblikaväxter. Inga underarter finns listade i Catalogue of Life.